# جشمة شور (مشيز بردسير)
جشمة شور (بالفارسية: چشمه شور) هي قرية تقع في إيران في البلدة المركزية.